# Stenalcidia erosiata
Stenalcidia erosiata là một loài bướm đêm trong họ Geometridae.